# Biso

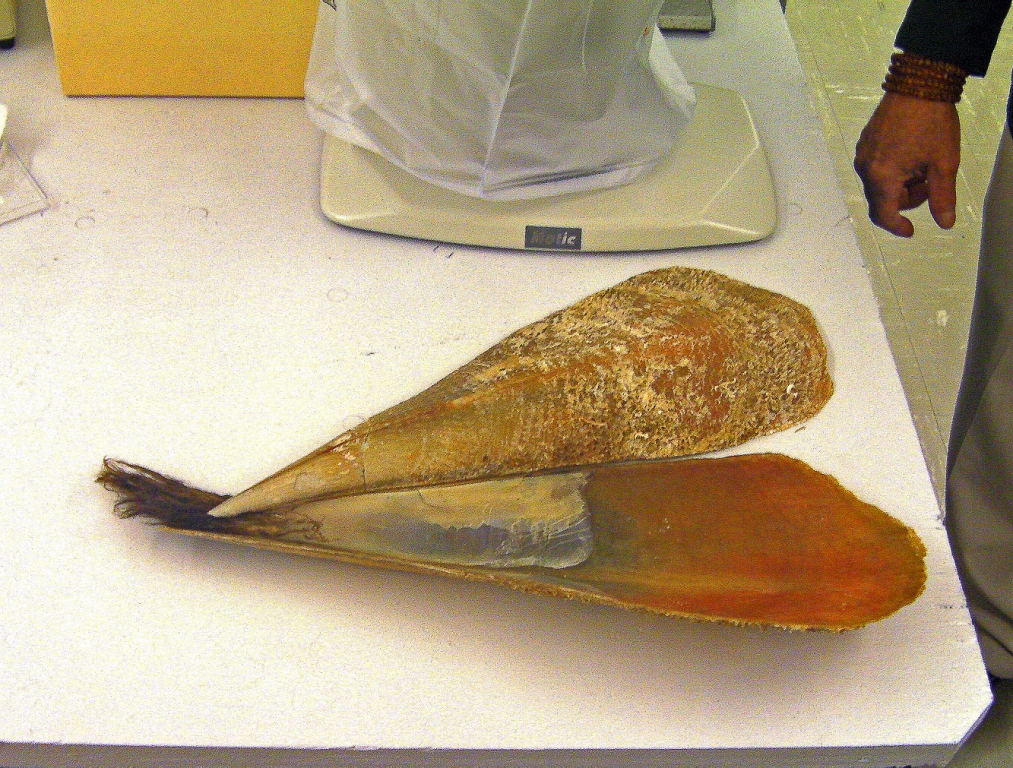
Pinna nobilis abierta y con su biso.

El biso (en latín byssus) es una fibra natural obtenida de los filamentos que segregan ciertos moluscos como la nacra (Pinna nobilis) o los mejillones (Mytilus spp.) para adherirse a las rocas en la zona de marea. Su elaboración se desarrollaba en el área mediterránea (Tarento, Apulia —en el sur de Italia— y la isla de Cerdeña). Desde 1992 este molusco es una especie protegida en la Unión Europea.
El vocablo biso, deriva del hebreo būṣ, 'lino fino'; del arameo bus; del griego βίσσος, 'un lino amarillento muy fino y el tejido que se obtiene de él'; del latín byssus, algodón fino. Así, originalmente, «biso» no sólo se refería a las secreciones de los moluscos sino también a diversos hilos finos —de lino, algodón o seda— y sus delicados tejidos. 
El biso es una fibra extremadamente fina que cuando se hila y se trata con zumo de limón adquiere un color dorado permanente. Se tejían preciados y costosísimos tejidos, conocidos tradicionalmente como «biso» y en la actualidad como «seda de mar», con los que se confeccionaban las ropas de personajes importantes. También se usaba la fibra para tricotar y conseguir género de punto.
Asimismo el biso tenía propiedades terapéuticas bien conocidas por los pescadores; gracias a sus potentes propiedades hemostáticas era usado para la curación de las heridas que los pescadores frecuentemente sufrían con los aparejos para la pesca. También se usaba para curar la otitis.